# 가에탕 부셰르
가에탕 부셰르(프랑스어: Gaétan Boucher, 1958년 5월 10일~)는 캐나다의 남자 스피드 스케이팅 선수이다. 1980년대 초중반 세계적인 중단거리 선수로 활동하였고, 1984년 동계 올림픽에서 2관왕을 하였다.